# Търгове с обратно наддаване
Търговете с обратно наддаване се инициират от купувача, а продавачите „поддават“ с намаляващи оферти. За разлика от традиционните търгове, при които участниците наддават, за да спечелят съответната стока или услуга, при търговете с обратно наддаване ролите са разменени. В съвременния бизнес подобни търгове се използват от фирмите, като нов начин на организиране на доставките и процеса на фирмени покупки.

## Предимства и недостатъци
Предимство за купувача е, че търговете с обратно наддаване могат да улеснят процеса по избор на доставчици и изпълнители на фирмени поръчки. Фирмата публикува специфичните си нужди за конкретна услуга или продукт и всички потенциални изпълнители имат възможност да подадат своята оферта. По този начин купувачът получава достъп до голям брой потенциални изпълнители, от които да избира. Най-важното при подобни търгове е, че се получава състезание между офериращите фирми, което води до допълнително намаляване на предлаганите цени, спрямо директната конкуренция.
Друго предимство на търговете с обратно наддаване е, че те ускоряват начина, по който се сключва сделки и за двете страни – купувачи и продавачи. Това допринася за спестяването на време и повишаване на ефективността на работа. При използването на подобни платформи за онлайн търгове, времето за сключване на сделка се съкращава драматично. По този начин могат да се реализират сделки изгодни и за двете страни за изключително кратко време.
Един от недостатъците на търговете с обратно наддаване е фокус върху цените. Единствената променлива е цената и това може донякъде да постави качеството на съответните услуги или продукти в сянка.